# Temporada de ciclones na região da Austrália de 2018-2019
A temporada de ciclones da região australiana de 2018-19 foi uma temporada média que viu a formação de 11 ciclones tropicais, seis dos quais se intensificaram ainda mais para se tornarem ciclones tropicais severos. A temporada começou oficialmente em 1 de novembro de 2018 e terminou em 30 de abril de 2019; no entanto, conforme evidenciado pela Baixa Tropical Liua em setembro de 2018 e pelos ciclones tropicais Lili e Ann em maio de 2019, os ciclones tropicais podem se formar em qualquer época do ano. Como tal, qualquer sistema existente entre 1 de julho de 2018 e 30 de junho de 2019 contaria para o total da temporada. Durante a temporada, os ciclones tropicais foram monitorados oficialmente pelo Bureau de Meteorologia (BOM), a Agência Meteorológica, Climatológica e Geofísica da Indonésia (BMKG) em Jacarta, Indonésia, e o Serviço Meteorológico Nacional de Papua-Nova Guiné em Porto Moresby. O Joint Typhoon Warning Center (JTWC) dos Estados Unidos no Havaí e outros serviços meteorológicos nacionais, como MetService na Nova Zelândia, Météo-France em La Réunion e o Serviço Meteorológico de Fiji (FMS), também monitoraram partes da bacia durante o temporada a título não oficial.
Esta foi a primeira temporada de ciclones tropicais australianos desde 2014-15 a apresentar pelo menos seis ciclones tropicais severos. Foi também a terceira temporada consecutiva a começar antes da data oficial de início de 1 de novembro, neste caso com o desenvolvimento do Baixa Tropical Liua em 26 de setembro de 2018. O mês mais ativo foi dezembro de 2018, com um total de sete baixas tropicais existentes na região em algum período do mês. As três tempestades mais fortes da temporada - Veronica, Trevor e Savannah - todas se desenvolveram em março de 2019 e, juntas, afetaram todas as três sub-regiões australianas do Bureau of Meteorology como ciclones tropicais severos. No geral, um total de cinco ciclones tropicais existiram dentro de cada uma das três sub-regiões ao longo da temporada, representando uma temporada acima da média para a Região Leste e Norte, mas uma temporada abaixo da média para a Região Oeste. A temporada terminou muito mais tarde do que o normal, e bem depois da data oficial de término de 30 de abril. Dois ciclones tropicais se desenvolveram durante o mês de maio - Lili no arquipélago oriental da Indonésia e Ann no Mar de Coral - ambos atingiram o continente como baixas tropicais após enfraquecimento devido à intensidade do ciclone tropical. Em seu pico, Ann era um ciclone tropical de categoria 2 e foi a tempestade mais forte que se formou na região australiana durante o mês de maio, desde o ciclone tropical severo Rhonda em 1997. No total, oito sistemas foram nomeados pelo BOM durante a temporada, sendo dois nomeados pelo BMKG e um pelo FMS.

## Previsões sazonais
| Região                                                | Média número | Chance de mais | Chance De menos | Real atividade |
| ----------------------------------------------------- | ------------ | -------------- | --------------- | -------------- |
| Todo                                                  | 11           | 37%            | 63%             | 11             |
| ocidental                                             | 7            | 44%            | 56%             | 5              |
| Noroeste                                              | 5            | 41%            | 59%             | 4              |
| Norte                                                 | 3            | 46%            | 54%             | 5              |
| Oriental                                              | 4            | 40%            | 60%             | 5              |
| Fonte: BOM's Seasonal Outlooks for Tropical Cyclones. |              |                |                 |                |

Durante o mês de outubro, antes da temporada de ciclones tropicais, o Bureau de Meteorologia divulgou uma previsão de ciclones tropicais para a próxima temporada de 2018-19, que aconteceria oficialmente de 1 de novembro de 2018 a 30 de abril de 2019. Previsões sazonais foram emitidas para a bacia como um todo, bem como para as regiões Leste, Norte e Oeste e a sub-região Noroeste. As previsões levaram em consideração vários fatores, incluindo as últimas condições neutras a fracas do El Niño observadas no Oceano Pacífico tropical.
As perspectivas mostraram que a atividade na bacia como um todo, bem como para cada uma de suas regiões individuais, ficaria perto de abaixo da média. Para a região oeste entre 90°E e 125°E, o BOM previu que a área também veria atividade abaixo de sua média de 7, com uma chance de 56% de um número abaixo da média de ciclones tropicais ocorrer. O TCWC Perth também observou que havia uma probabilidade de dois ciclones tropicais e uma probabilidade significativa de pelo menos um ciclone tropical severo impactar a Austrália Ocidental. Para a sub-região Noroeste entre 105° E e 130° E, previu-se que a atividade estaria acima da média, com uma chance de 41% de atividade do ciclone tropical abaixo da média. O Território do Norte, que foi definido como estando entre 125° E e 142,5° E, teve 54% de chance de uma temporada acima da média. Previu-se que a região leste entre 142,5° E e 160° E teria uma temporada de ciclones tropicais abaixo do normal, com 60% de chance de atividade de ciclones tropicais abaixo da média.

## Sistemas

### Baixa tropical Liua
Durante o dia 24 de setembro, o JTWC começou a monitorar um distúrbio tropical, que se desenvolveu por volta de 990 km (620 mi) a leste-nordeste de Port Moresby, em Papua-Nova Guiné. O sistema moveu-se para sudeste nos dias seguintes e foi classificado como depressão tropical pelo Serviço Meteorológico de Fiji em 26 de setembro, enquanto estava situado na fronteira entre a bacia australiana e a bacia do Pacífico Sul. O sistema intensificou-se para um ciclone tropical de categoria 1 na escala australiana e foi denominado 'Liua' pelo Serviço Meteorológico de Fiji. O sistema virou para oeste e começou a rastrear de volta para a região australiana no dia seguinte, mas foi avaliado como tendo enfraquecido em uma depressão tropical antes de sair da bacia do Pacífico Sul em 28 de setembro. Após a reentrada na região australiana, a tendência de enfraquecimento do Ex-ciclone tropical Liua continuou devido às condições atmosféricas desfavoráveis e às baixas temperaturas da superfície do mar no início da primavera. A dissipação da baixa tropical em uma área remanescente de baixa pressão ocorreu no dia seguinte no norte do Mar de Coral.
Enquanto na região australiana como uma baixa tropical em 26 de setembro, o sistema causou impactos menores nas Ilhas Salomão. Apesar de existir apenas como um sistema tropical na região australiana por um curto período de tempo, o ex-ciclone tropical Liua tornou a temporada de 2018-1919 a terceira consecutiva em que a atividade de ciclones tropicais da região começou antes da data oficial de início de 1 Novembro.

### Baixa tropical Bouchra
Um fraco sistema de baixa pressão desenvolvido no Oceano Índico equatorial na área de responsabilidade de Météo-France em 1 de novembro e moveu-se lentamente para o leste nos dias seguintes, mostrando poucos sinais de intensificação. No final de 9 de novembro, conforme o desenvolvimento da depressão precursora da Tempestade Ciclônica Severa Gaja na Baía de Bengala se distanciava e a convergência do fluxo de ar de baixo nível concorrente associada a ela diminuía, a estrutura do sistema se organizou o suficiente para ser classificada como tropical perturbação pela Météo-France. Logo em seguida, o sistema cruzou o 90º meridiano leste e entrou na região australiana, onde foi classificado pelo TCWC Jakarta como uma depressão tropical em 10 de novembro, hora local. Mais tarde, no mesmo dia, o JTWC avaliou a baixa em desenvolvimento como tendo atingido o status de tempestade tropical na escala de furacão de vento de Saffir-Simpson e atribuiu ao sistema a designação não oficial 04S. Poucas horas depois, às 10:00 UTC, o sistema voltou para o oeste e voltou para a bacia do sudoeste do Oceano Índico, onde ganhou o nome de 'Bouchra' da Météo-France e passou por uma fase de 12 horas de intensificação rápida para status de tempestade tropical severa.
Depois de vagar a oeste da fronteira sudoeste do Oceano Índico por vários dias, o sistema voltou a entrar na região australiana no final de 12 de novembro. Nesse estágio, o sistema enfraqueceu significativamente de sua intensidade de pico, e estava apenas em baixa intensidade tropical. O período de residência na bacia australiana provou ser de curta duração, mais uma vez, com a Météo-France indicando que o ex-ciclone tropical Bouchra havia retornado ao extremo leste de sua área de responsabilidade no início de 13 de novembro. No dia seguinte, o Bureau of Meteorology notou que o sistema havia voltado mais uma vez para a bacia australiana, e estava localizado a aproximadamente 1.000 km (0 mi) a noroeste das Ilhas Cocos, marcando o terceiro período de existência da baixa tropical na região australiana em apenas cinco dias.

### Ciclone tropical severo Owen
O Bureau of Meteorology notou em 29 de novembro que um sistema de baixa pressão localizado sobre as Ilhas Salomão havia se desenvolvido em uma baixa tropical. No dia seguinte, quando o sistema se aproximou da Ilha de Tagula em uma trilha na direção sudoeste, o Joint Typhoon Warning Center emitiu um alerta de formação de ciclone tropical enquanto o sistema melhorava em organização. Alimentado pelas altas temperaturas da superfície do mar do Mar de Coral e auxiliado por excelentes canais de saída superiores, a baixa tropical continuou a se fortalecer. Às 06:00 UTC de 2 de dezembro, o Bureau of Meteorology atualizou o sistema para um ciclone tropical de categoria 1 na escala australiana e deu-lhe o nome de 'Owen', tornando-o o primeiro ciclone tropical a se formar na bacia durante a temporada. Owen enfraqueceu rapidamente em 4 de dezembro e foi rebaixado a um nível tropical baixo.
Owen continuou viajando para o oeste sobre o Mar de Coral como uma baixa tropical e atingiu a costa bem ao norte de Cardwell, Queensland, no início de 10 de dezembro. Depois de entrar no Golfo de Carpentaria e se reorganizar, Owen retomou a intensidade da Categoria 1 em 11 de dezembro. A tempestade então completou um ciclo anticiclônico e voltou para o leste. Owen gradualmente começou a se intensificar, atingindo o pico como um ciclone tropical severo de Categoria 3 com ventos sustentados de no máximo 10 minutos de 150 km/h (93 mph). Owen atingiu a costa perto de Kowanyama no início de 15 de dezembro como um ciclone tropical severo de categoria 3 e gradualmente enfraqueceu devido à interação com a terra. Naquela tarde, Owen foi rebaixado para um nível tropical mais uma vez. Mais tarde naquele dia, Owen emergiu no Mar de Coral mais uma vez, antes de fazer a transição para uma baixa subtropical em 17 de dezembro. Logo depois, o sistema se fortaleceu um pouco, antes de enfraquecer novamente em 18 de dezembro. Depois disso, Owen fez um loop no sentido anti-horário em direção à Austrália, enquanto enfraquecia continuamente. Owen degenerou em uma baixa remanescente em 20 de dezembro antes de se dissipar dois dias depois, na costa leste do norte de Queensland.
Durante a passagem da tempestade sobre o norte de Queensland, Owen matou uma pessoa e produziu chuvas constantes em toda a região, com os maiores totais previstos para a costa leste em comparação com as porções sudoeste do estado. Innisfail registrou um total diário de 149 mm (5.9 in) de chuva em 15 de dezembro, com Cowley Beach registrando 135 mm (5.3 in), Copperlode Falls Dam a oeste de Cairns registrando 130 mm (5.1 in) e Mission Beach registrando 98 mm (3.9 in).

### Ciclone tropical Kenanga
Em 14 de dezembro, uma baixa tropical formou-se bem a sudoeste de Sumatra. Após um período de fortalecimento, recebeu o nome de Kenanga, pois seguia rudemente para sudoeste. Continuando neste curso, saiu da bacia em 16 de dezembro e posteriormente se fortaleceu em um intenso ciclone tropical na bacia do Sudoeste do Oceano Índico.

### Ciclone tropical Penny
Em um final de dezembro ativo em termos de baixa formação tropical, o Bureau de Meteorologia observou o desenvolvimento de uma terceira baixa tropical fraca no vale das monções que se estendia das águas tropicais do Mar de Coral no leste, até o Mar de Timor em o Oeste. O renascimento das monções e atividades convectivas relacionadas na região foi associado a um pulso de força moderada da oscilação Madden-Julian movendo-se para o leste através do Continente Marítimo. A baixa tropical, oficialmente designada 07U, estava localizada perto da costa leste da Península do Cabo York e foi avaliada pelo Bureau of Meteorology como tendo uma grande chance de intensificar a força de ciclone tropical nos próximos três dias, devido a um ambiente atmosférico favorável.
Baixa Tropical 07U seguiu lentamente para o oeste e passou sobre a costa leste da Península do Cabo York em 30 de dezembro, ao sul da cidade de Lockhart River. Neste ponto, o Bureau of Meteorology emitiu seu primeiro conselho de ciclones tropicais e um mapa de previsão da trilha relacionado ao sistema. Mantendo seu movimento para oeste, o sistema emergiu sobre o Golfo de Carpentaria muito cedo na manhã de 31 de dezembro, cruzando a costa de Queensland entre Aurukun e Weipa, onde as condições geralmente favoráveis alimentaram a intensificação. Baixa Tropical 07U virou para o leste por volta do meio-dia de 31 de dezembro, e continuou a se fortalecer em um ciclone tropical de categoria 1 na escala australiana algumas horas depois, sendo denominado 'Penny' pelo Bureau of Meteorology.
O ciclone tropical Penny atingiu a costa oeste da Península de Cape York, ao sul de Weipa, aproximadamente às 15h30, horário local de 1 de janeiro, gerando ventos sustentados de no máximo dez minutos de 75 km/h (47 mph) perto do centro. O sistema começou a enfraquecer à medida que rastreava a terra, e foi rebaixado para um ponto baixo tropical com força de vendaval algumas horas depois, com ventos fortes de ciclones tropicais persistentes no semicírculo oeste do sistema. A Ilha de Thursday, no Estreito de Torres, registrou ventos sustentados de dez minutos de pelo menos 41 km/h (25 mph) por um período de mais de 17 horas enquanto o sistema se movia para o leste através da Península de Cape York, incluindo ventos sustentados de até 65 km/h (40 mph) e rajadas de 91 km/h (57 mph). O ex-ciclone tropical Penny cruzou a costa leste do extremo norte de Queensland no rio Lockhart nas primeiras horas da manhã seguinte, trazendo o sistema sobre as águas quentes do Mar de Coral pela segunda vez.
O ex-ciclone tropical Penny rapidamente seguiu para o leste através do Mar de Coral, enquanto recuperava a organização e a estrutura convectiva que havia sido erodida devido à interação terrestre sobre a Península do Cabo York. Às 06:00 UTC de 2 de janeiro, o Bureau de Meteorologia avaliou o sistema como tendo recuperado a estrutura e a intensidade do ciclone tropical e o atualizou para um ciclone tropical de categoria 1.

### Baixa tropical Mona
Uma fraca baixa tropical se desenvolveu em um vale de monções que se estendia pelo norte do Mar de Coral em 28 de dezembro, situado no extremo nordeste da Região Leste, perto do sul das Ilhas Salomão. O sistema vagou por alguns dias sem qualquer intensificação notável, antes de se mover lentamente para o leste, saindo da região australiana no final de 31 de dezembro. Ao entrar na bacia do Pacífico Sul, o sistema foi classificado como Perturbação Tropical 04F pelo Serviço Meteorológico de Fiji. O sistema mais tarde se intensificou no Ciclone Tropical Mona em 2 de janeiro.

### Ciclone tropical severo Riley
Em 22 de janeiro, uma baixa tropical formou-se ao norte de Kalumburu. A baixa se fortaleceu lentamente enquanto se movia para o sudoeste, paralelamente à costa noroeste de Kimberley. Em 24 de janeiro, a baixa se tornou o ciclone tropical Riley, localizada a noroeste de Broome. Riley então se moveu em direção ao oeste e foi atualizado para a Categoria 2, uma vez que se afastou do continente. Além disso, fortaleceu-se para um ciclone tropical severo de categoria 3, embora localizado a sudoeste de Onslow. Ao entrar em uma área de ar seco e forte cisalhamento do vento, Riley rapidamente se degradou a um ciclone tropical de categoria 1 antes de degenerar em um baixo tropical, enquanto estava localizado a sudoeste das Ilhas Cocos. Os restos de Riley moveram-se para o oeste, antes de se dissiparem inteiramente no Oceano Índico.
Os conselhos sobre ciclones tropicais foram emitidos para a costa noroeste de Kimberley, entre a baía de Kuri e a baía de Beagle, e depois para a costa de Pilbara, entre Whim Creek e Exmouth. Rowley Shoals relatou ventos fortes por períodos no final do dia 24 e durante o dia 25, com um pico de rajada de 94 quilômetros por hora. No geral, Riley causou impactos mínimos na Austrália Ocidental.

### Baixa tropical 13U
Uma baixa tropical, designada como 13U foi identificada no interior, a leste de Mapoon em 23 de janeiro perto de um vale de monção. O sistema moveu-se para o oeste sobre o Golfo de Carpentaria no nordeste no dia seguinte e foi previsto que se fortalecesse lentamente. Avisos de ciclones tropicais foram emitidos mais cedo para a Costa do Golfo, mas o sistema voltou para a Península do Cabo York, perto de Weipa, no início de 26 de janeiro, uma vez que fazia um loop antes que pudesse se transformar significativamente em um ciclone tropical. Ele mudou-se para a costa perto do Cabo Keerweer sem mais fortalecimento devido à sua proximidade com a terra. O Baixa Tropical 13U então se moveu lentamente para o sudoeste para o sul do Golfo Country, onde parou por cinco dias entre 31 de janeiro e 5 de fevereiro, antes de ser notado pela última vez a oeste-sudoeste de Cairns.
A baixa tropical associada ao vale das monções trouxe chuvas torrenciais associadas às enchentes no Extremo Norte de Queensland e na Costa Leste. Isso forçou a represa do rio Ross a liberar água, o que piorou as enchentes preexistentes do rio Ross em Townsville. Mais de 2.000 propriedades em Townsville foram inundadas e 3 mortes ocorreram como resultado.

### Ciclone tropical Oma
Em 7 de fevereiro, uma segunda baixa tropical se desenvolveu dentro de um vale de monções muito ativo, a leste de Cardwell, na costa norte de Queensland. As condições ambientais sobre o Mar de Coral nas vizinhanças da baixa não eram particularmente favoráveis para a ciclogênese, entretanto, e o sistema foi previsto pelo Bureau de Meteorologia como tendo apenas uma pequena chance de se transformar em um ciclone tropical. Em 11 de fevereiro, o sistema saiu da bacia e posteriormente se fortaleceu no Ciclone Tropical Oma na bacia do Pacífico Sul. O sistema reentrou na bacia da região australiana em 21 de fevereiro, como um ciclone tropical de categoria 2. No entanto, em 22 de fevereiro, o sistema saiu da bacia da região australiana e entrou novamente na bacia do Pacífico Sul.
Grandes ondas do ciclone impactaram grandes áreas de Queensland por aproximadamente uma semana. Em torno de Brisbane, o surf causou uma erosão significativa da praia; particularmente afetado foi um 16 km (9.9 mi) trecho ao longo da Moore Park Beach. Mais de 30 pessoas precisaram de resgate, algumas das quais hospitalizadas, das águas turbulentas. Uma pessoa se afogou perto da Ilha North Stradbroke depois que as tentativas de ressuscitá-lo falharam (enquanto Oma estava na bacia da região australiana). Ventos até 80 km/h (50 mph) destruiu aproximadamente A $ 700.000 (US $ 500.000) em bananas Cavendish em Cudgen, New South Wales.

### Ciclone tropical severo Savannah
Em 8 de março, o Baixa Tropical 17U foi formado ao sul de Bali. Nos dias seguintes, a baixa tropical se deslocou na direção oeste-noroeste, mudando pouco de intensidade. Em 12 de março, a 17U virou para sudoeste e começou a se organizar, fortalecendo-se no Ciclone Tropical Savannah em 13 de março. Em 16 de março, Savannah se intensificou em um ciclone tropical severo de categoria 3, na escala da região australiana. Em seguida, atingiu seu pico de intensidade no início de 17 de março, com ventos máximos sustentados de 10 minutos de 175 km/h (109 mph). Mais tarde naquele dia, ele saiu da bacia e se mudou para a bacia do sudoeste do Oceano Índico.
Como uma baixa tropical, Savannah trouxe fortes chuvas para Java. Uma criança de cinco anos morreu em um acidente de carro em Surabaya. Deslizamentos de terra em Yogyakarta mataram 5 pessoas e deixaram 1 desaparecido. As inundações em Madiun causaram danos de cerca de 54,1 mil milhões de rúpias (US $ 3,78 milhões), os piores em duas décadas. Em Magelang, 4 turistas morreram ao serem vencidos por uma enchente em um rio. Os danos causados pelas inundações em vários distritos de Java Oriental chegaram a 52,2 mil milhões de rúpias (US $ 3,65 milhões). Em Klaten e Sukoharjo de Java Central, os danos da inundação foram de 934 milhões de rupias (US $ 65.000). Savannah também causou inundações em Bali, com Sawan, Buleleng registrou um dano de 150 milhões de rúpias (US $ 10.000).

### Ciclone tropical severo Trevor
Em 15 de março, uma baixa tropical se formou na costa leste de Papua-Nova Guiné. Ao longo dos próximos dias, a baixa tropical inicialmente moveu-se para sudeste, cruzando a porção sudeste de Papua-Nova Guiné em 16 de março, ao sul de Port Moresby, e então virando para o sul em 17 de março. Mais tarde no mesmo dia, a baixa tropical se organizou no ciclone tropical Trevor. O ciclone tropical Trevor intensificou-se rapidamente para um ciclone severo de categoria 3 antes de cruzar a costa de Queensland ao sul do rio Lockhart. O ciclone desacelerou antes de virar para o sudoeste, pois rapidamente se intensificou para uma intensidade severa de categoria 4 nas águas quentes do Golfo em direção à costa do Território do Norte. Em 23 de março, fez seu segundo landfall na costa australiana perto do Território do Norte / fronteira de Queensland e estava sujeito a enfraquecimento. Ele se degradou rapidamente para o interior e foi notado pela última vez perto do Monte Isa na tarde de 26 de março.
Uma fazenda em Coen, Queensland, sofreu perdas de pelo menos A $ 1 milhão (US $ 710.000) com as enchentes associadas ao ciclone, como resultado de danos a equipamentos e perda de gado.

### Ciclone tropical severo Veronica
Em 18 de março, uma baixa tropical formou-se a sudeste de Timor-Leste. Às 03:00 AWST da manhã de 20 de março, o Bureau de Meteorologia avaliou a baixa tropical em desenvolvimento como tendo atingido a força de um ciclone tropical e nomeou o sistema Veronica. Experimentando condições atmosféricas extremamente favoráveis e temperaturas superficiais do mar muito quentes, o ciclone tropical Veronica intensificou-se rapidamente ao longo do dia, atingindo o status de categoria 3 na escala australiana apenas 18 horas depois.
Na preparação para a passagem de Veronica, os principais portos marítimos da costa de Pilbara foram forçados a cessar as operações por motivos de segurança. O porto de Port Hedland, o centro de exportação mais valioso da Austrália e um dos maiores portos de carregamento de minério de ferro do mundo, foi fechado em 22 de março, com as operações sendo retomadas apenas quatro dias depois. Como resultado da interrupção das operações de mineração e exportação, a Rio Tinto estimou que sua produção de minério de ferro sofreria reduções de aproximadamente 14 milhões de toneladas durante 2019. O cais portuário da Rio Tinto em Cape Lambert também sofreu danos causados pelas ondas geradas pelo ciclone, e os reparos na instalação de triagem de Robe River da empresa após um incêndio no início do ano foram adiados durante o evento. A Fortescue Metals informou que as exportações de até 2 milhões de toneladas de seu próprio minério de ferro foram interrompidas durante o ciclone. No total, os custos econômicos associados às interrupções na mineração e aos danos causados pela Veronica alcançaram A $ 1,7 mil milhão (US $ 1,2 mil milhão) na Rio Tinto.

### Ciclone tropical severo Wallace
No final de março, um aumento no fluxo equatorial do norte do Oceano Pacífico levou ao redesenvolvimento do vale das monções nas águas tropicais ao norte do continente australiano, centrado nos mares de Arafura e Coral ao norte de Queensland. Em 1 de abril, o vale gerou Baixa Tropical 21U a nordeste de Darwin, Território do Norte, bem como um baixo sudeste de Papua Nova Guiné de curta duração. A baixa deslocou-se geralmente de oeste-sudoeste e produziu amplas tempestades, alimentadas por uma atmosfera úmida, forte fluxo superior e águas quentes; no entanto, o desenvolvimento foi prejudicado por forte cisalhamento do vento. Em 5 de abril, o JTWC designou o sistema como ciclone tropical 23S. No mesmo dia, o BoM atualizou a baixa para Ciclone Tropical Wallace, enquanto a tempestade estava a meio caminho entre Timor e a costa norte da Austrália Ocidental. Nos dias seguintes, a intensidade flutuou e a pista mudou mais para sudoeste, devido a uma crista sobre o continente australiano. Durante esse tempo, Wallace trouxe chuvas, ondas altas e rajadas de vento para partes da Indonésia, com ventos sustentados de 45 km/h (28 mph) relatado em East Nusa Tenggara. O BoM emitiu vários alertas e avisos de ciclone para a costa norte da Austrália. Na costa noroeste da Austrália, Wallace deixou cair fortes chuvas no continente, chegando a 159,0 mm (6,3 emnbsp;in) na Ilha Croker, incluindo 52,0 mm (2,0 emnbsp;in) em uma hora em 4 Abril. A ilha offshore de Browse relatou ventos sustentados de 63 km/h (39 mph), o único local ao longo do caminho da tempestade a relatar ventos fortes com força de vendaval.
Seguindo uma diminuição no cisalhamento do vento, Wallace se intensificou ainda mais, desenvolvendo convecção simétrica sobre o centro, bem como característica de olho primitiva. Tarde das 8 Abril, o BoM atualizou Wallace para uma categoria 3, estimando ventos de pico de 120 km/h (75 mph), enquanto a tempestade estava localizada a aproximadamente 530 km (330 mi) ao norte-noroeste da cidade de Karratha. O JTWC estimou a mesma intensidade durante a existência de tempestade, tornando Wallace o equivalente a um furacão mínimo, mas em sua pós-análise, eles mais tarde o rebaixaram para tempestade tropical de ponta de 110 kmph de velocidade do vento. O ar mais seco e o aumento do cisalhamento do vento fizeram com que Wallace enfraquecesse. Apenas 24 horas após o pico de intensidade da tempestade, o centro ficou exposto pela convecção cada vez mais assimétrica. Em 10 Em abril, o BoM rebaixou a tempestade a uma vigorosa baixa tropical com força de vendaval, e o JTWC emitiu seu parecer final sobre Wallace. Wallace continuou para o oeste através do Oceano Índico e continuou a enfraquecer. A baixa profundidade remanescente passou ao sul das Ilhas Cocos (Keeling) em 14 de abril, produzindo um total de chuva de 24 horas de 11,2 mm (0,4 emnbsp;in) em West Island. A baixa dissipou-se em 16 de abril, ao se aproximar da fronteira leste de Météo-France La Área de responsabilidade da Reunião.

### Baixa tropical 22U
Em 5 de abril, o Bureau de Meteorologia informou que o Baixa Tropical 22U se formou no extremo nordeste do Golfo de Carpentaria. O sistema começou a se mover para oeste do Estreito de Torres em direção à costa nordeste do Top End sem qualquer intensificação significativa devido às condições atmosféricas geralmente desfavoráveis para a ciclogênese. A baixa atravessou o Mar de Arafura próximo à costa do Território do Norte em 6 de abril, entrando no Golfo de Van Diemen no dia seguinte. Como o sistema seguiu geralmente para o oeste no Mar de Timor e começou a retraçar aproximadamente o caminho que o ciclone tropical severo Wallace havia seguido alguns dias antes, a baixa mostrou alguns sinais de intensificação. No entanto, o ambiente atmosférico era geralmente desfavorável para um fortalecimento significativo, e o sistema permaneceu relativamente fraco e sem ventos fortes. A baixa tropical passou perto de Browse Island em 10 de abril, antes de sair do Mar de Timor e entrar no Oceano Índico propriamente dito.
Depois de se mover continuamente para sudoeste através do Oceano Índico até o noroeste da Austrália Ocidental por vários dias, o Baixa Tropical 22U começou a se aproximar do distrito de Pilbara ocidental e do Cabo Noroeste da Austrália Ocidental. O Joint Typhoon Warning Center observou que, apesar do cisalhamento do vento deixando o centro de circulação de baixo nível exposto, a baixa tropical era relativamente bem estruturada, com faixas em espiral envolvendo em camadas inferiores bem organizadas e um centro bem definido. Ventos sustentados particularmente fortes estiveram presentes nos quadrantes sul do sistema devido à aceleração pelo gradiente de pressão íngreme com um sistema de alta pressão de superfície localizado ao sul. Às 00:00 UTC de 14 de abril, ventos sustentados de dez minutos atingindo um pico de 63 km/h (39 mph) foram observados na Ilha Varanus, localizada a cerca de 60 km (37 mi) a noroeste do continente e 130 km (81 mi) a oeste da cidade de Karratha. Embora esses ventos com força de vendaval sejam equivalentes à intensidade da Categoria 1 na escala australiana, a definição do Bureau of Meteorology de um ciclone tropical requer que esses ventos se estendam por mais da metade da circulação de superfície do sistema para que o sistema seja atualizado de uma baixa tropical.
A baixa tropical atingiu a costa da Austrália Ocidental perto da cidade de Onslow, a leste do Golfo de Exmouth, na tarde de 14 de abril (hora local). Nesse estágio, o sistema ficou preso sob forte fluxo de oeste de nível superior, que estava atuando para deslocar ainda mais a convecção fragmentada restante para o leste do centro da tempestade. O sistema enfraquecido e raso prosseguiu para o leste em direção ao distrito do Interior Norte da Austrália Ocidental, enquanto continuava a se desfazer, dissipando-se às 05:00 UTC de 15 de abril, enquanto estava localizado sobre o Grande Deserto Arenoso.
O Baixa Tropical 22U proporcionou chuvas moderadas a intensas em grandes áreas do distrito de Arnhem durante sua trajetória pelo Golfo de Carpentaria e Top End. A cidade de Nhulunbuy recebeu totais de precipitação especialmente grandes, com o Aeroporto Gove nas proximidades registrando 229,6 mm (9,04 in) de chuva durante o período de 72 horas até as 09:00 hora local ( ACST ) em 8 de abril - seu maior total de três dias desde março de 2015 durante a passagem do ciclone Nathan. Planalto Central a oeste da região de Arnhem Land também recebeu 81 mm (3,2 in) no período de 20 horas até às 05:00 ACST do dia 7 de abril. Browse Island, situada a aproximadamente 175 km (109 mi) a noroeste da costa de Kimberley da Austrália Ocidental, experimentou ventos relativamente fortes em 10 de abril quando Baixa Tropical 22U passou nas proximidades, com ventos médios de dez minutos chegando a 54 km/h (34 mph), com rajadas de até 69 km/h (43 mph) também registrados. Ao se aproximar da terra no extremo oeste de Pilbara, a baixa tropical proporcionou chuvas moderadas e rajadas de vento para locais em toda a orla costeira da região e ilhas próximas. A Ilha de Varanus registrou rajadas de até 87 km/h (54 mph), coincidente com ventos fortes e constantes, e rajadas atingindo 65 km/h (40 mph) e 61 km/h (38 mph) em Onslow e Barrow Island, respectivamente. Rajadas de vento generalizadas superiores a 50 km/h (31 mph) foram observados em várias áreas, incluindo Roebourne, Mardie, Karratha e Thevenard Island. O Aeroporto de Learmonth, perto de Exmouth, no North West Cape, acumulou 37,6 mm (1,48 emnbsp;in) de precipitação no período de sete horas às 09:00 hora local (AWST) em 14 de abril.

### Baixa tropical 23U
Durante meados de abril, um sistema de baixa pressão e seu canal de baixa pressão associado geraram forte precipitação sobre o centro-leste do Oceano Índico, incluindo totais de chuva significativos na região das Ilhas Cocos (Keeling), um território externo australiano povoado. Em 21 de abril, quando a baixa começou a se aprofundar, o sistema embutido na depressão foi classificado pelo Bureau de Meteorologia como uma baixa tropical, enquanto estava localizado a sudoeste da ilha indonésia de Sumatra. A tempestade moveu-se continuamente para sudoeste antes de parar em 22 de abril, e então assumiu um movimento mais ao sul em 24 de abril. O Joint Typhoon Warning Center classificou o sistema como uma depressão tropical em 25 de abril, de acordo com a estrutura e organização aprimoradas da baixa. Notou-se que as condições ambientais na vizinhança eram amplamente favoráveis para o desenvolvimento contínuo, com boa vazão de nível superior em direção aos pólos e temperaturas quentes da superfície do mar, com o único fator atenuante sendo moderado a alto cisalhamento do vento vertical ao norte e ao sul da baixa. A organização prosseguiu em resposta às condições favoráveis, com convecção sustentada e formação de faixas de nuvens se desenvolvendo em torno do centro de circulação de baixo nível em consolidação.
Apesar das previsões iniciais de uma chance média de se desenvolver em um ciclone tropical, a baixa tropical começou a se degradar mais tarde em 25 de abril, e foi indicado que o sistema provavelmente não se intensificaria ainda mais. Nesse estágio, a baixa tropical havia iniciado uma interação binária direta (consistente com o Efeito Fujiwhara ) com a tempestade tropical severa Lorna significativamente mais forte, localizada a menos de dez graus de longitude a oeste, na bacia do sudoeste do Oceano Índico. À medida que Lorna seguia na direção leste-sudeste em direção à região australiana, a circulação de baixo nível da baixa tropical começou a se alongar, com a distribuição da atividade convectiva profunda se tornando cada vez mais fragmentada. Agora exibindo cada vez mais características consistentes com um vigoroso vale de baixa pressão, a baixa tropical continuou a enfraquecer em 26 de abril, mantendo sua trajetória para o sul. Tendo perdido sua estrutura, o Bureau of Meteorology indicou que a tempestade havia se dissipado como uma baixa tropical às 06:00 UTC de 26 de abril. A baixa ex-tropical foi totalmente absorvida pela intensificação do ciclone Lorna no dia seguinte.
A trilha da baixa tropical trouxe o sistema a algumas centenas de quilômetros das Ilhas Cocos em 23-25 de abril. Como resultado da proximidade da tempestade, ventos fortes e chuvas moderadas foram experimentados por um longo período nas ilhas. No aeroporto das Ilhas Cocos na Ilha Ocidental, capital das Ilhas Cocos, os ventos sustentados atingiram um pico de 59 km/h (37 mph) ligeiramente abaixo da força do vendaval - às 11:30 pm hora local (17:00 UTC ) em 24 de abril, com rajadas de até 76 km/h (47 mph) também registrados. Incluindo chuvas fortes associadas antes da classificação do sistema como uma baixa tropical, West Island recebeu 457,6 mm (18,0 emnbsp;in) de precipitação de 17 a 27 de abril.

### Ciclone tropical Lili
Um pulso moderado a forte da oscilação Madden-Julian moveu-se para o leste através do continente marítimo durante o início de maio, gerando atividade de monções fora de época em todo o arquipélago indonésio e partes do extremo norte da Austrália. Como esse pulso havia cruzado o Oceano Índico durante a quinzena anterior, ele contribuiu para as condições favoráveis que facilitaram a intensificação da Tempestade Ciclônica Extremamente Severa Fani na Baía de Bengala. Da mesma forma, a presença do pulso no Continente Marítimo gerou condições favoráveis para a ciclogênese nos mares tropicais ao norte do continente australiano, apesar de maio estar fora dos limites tradicionais da temporada de ciclones na região australiana. Em 4 de maio, o Bureau of Meteorology notou a formação de uma baixa tropical fraca de aproximadamente 750 km (470 mi) ao norte-noroeste de Darwin, inserido em um vale de baixa pressão que se estende de Bornéu a Nova Guiné. Ao longo dos próximos dias, a baixa tropical moveu-se lentamente para o sul sobre o Mar de Banda, enquanto sua pressão barométrica central aumentava gradualmente. Uma forte convecção em flare começou a envolver o sistema conforme seu centro de circulação de baixo nível se consolidou em 7 de maio e, como resultado, o JTWC emitiu um Alerta de Formação de Ciclone Tropical às 17:30 UTC. Localizado em um ambiente considerado favorável ao desenvolvimento, o JTWC previu que o sistema se tornará uma tempestade tropical nas próximas 24 horas. A baixa tropical foi atualizada para um ciclone tropical de categoria 1 na escala australiana às 03:00 UTC de 9 de maio, pela Agência Indonésia de Meteorologia, Climatologia e Geofísica (BMKG), enquanto centrado em aproximadamente 570 km a leste de Kupang. Localizado dentro da área de responsabilidade do TCWC Jacarta ao atingir o status de ciclone tropical, o sistema foi oficialmente denominado Lili pelo BMKG.
Logo depois, o JTWC fez o mesmo, indicando que os ventos sustentados da tempestade aumentaram para o equivalente à força de uma tempestade tropical na escala de furacões de Saffir-Simpson (SSHWS). Depois de virar para oeste-sudoeste às 00:00 UTC de 10 de maio, Lili logo começou a enfraquecer. Apesar do ambiente marginalmente favorável para o fortalecimento, a interação do solo e a intrusão significativa de ar seco causaram a deterioração do sistema. Lili foi rebaixado para um nível baixo tropical às 12:00 UTC de 10 de maio, e dissipou-se às 06:00 UTC de 11 de maio, ao atingir o continente no norte de Timor-Leste.

### Ciclone tropical Ann
Em 7 de maio, o Bureau de Meteorologia indicou que uma baixa tropical havia se desenvolvido na bacia do Pacífico Sul. O fraco sistema seguiu lentamente em direção ao sudoeste, passando perto de Honiara nas Ilhas Salomão em 8 de maio. Às 06:00 UTC de 9 de maio, a baixa tropical cruzou o 160º meridiano leste e entrou na região australiana a partir da bacia do Pacífico Sul. O ambiente era geralmente favorável para um maior desenvolvimento, com temperaturas quentes da superfície do mar e boa vazão superior, bem como cisalhamento do vento vertical relativamente baixo. O sistema voltou para o leste em 10 de maio, saindo da região às 06:00 UTC. O Bureau of Meteorology observou que o ambiente tornou-se desfavorável para intensificação adicional; no entanto, contradizendo isso, o Joint Typhoon Warning Center previu um fortalecimento gradual da intensidade do ciclone tropical nos dias seguintes em um ambiente favorável à ciclogênese. Apenas doze horas depois, às 18:00 UTC de 10 de maio, a baixa tropical voltou para o oeste, entrando na região australiana pela segunda vez.

A circulação de baixo nível da tempestade começou a se organizar conforme a convecção profunda se desenvolveu ao redor do centro, e o BOM atualizou o sistema para um ciclone tropical de categoria 1 às 18:00 UTC em 11 de maio, atribuindo o nome de Ann. Ann continuou a se fortalecer e o sistema atingiu a intensidade da Categoria 2 às 18:00 UTC do dia seguinte. No entanto, a tempestade encontrou condições desfavoráveis logo depois, enfraquecendo para um ciclone tropical de categoria 1 em 13 de maio, quando o sistema se aproximou da costa ao norte de Queensland. O enfraquecimento continuou no único ambiente de suporte marginal, com a convecção profunda sendo deslocada para o sul de um centro de circulação de baixo nível cada vez mais exposto. Ann foi reclassificada como uma baixa tropical pelo BoM às 03:00 UTC de 14 de maio, apesar de ainda produzir ventos fortes, enquanto localizada a aproximadamente 335 km (208 mi) leste-nordeste de Cooktown. O enfraquecimento continuou e o sistema atingiu a costa perto da cidade de Lockhart River, na Península de Cape York, aproximadamente às 04:30 UTC de 15 de maio. O ex-ciclone tropical Ann emergiu sobre o Golfo de Carpentaria após 06:00 UTC como uma circulação rasa e degenerou em um fraco remanescente baixo doze horas depois. Ann entrou no Mar de Arafura em 16 de maio enquanto continuava a navegar para oeste. A tempestade foi mencionada pela última vez pelo BoM em 17 de maio, eventualmente dissipando-se perto de Timor Leste às 06:30 UTC de 18 de maio.

### Outros sistemas
Na manhã de 14 de novembro, o Bureau of Meteorology observou o desenvolvimento de uma baixa tropical em uma área de tempestades situada a cerca de 490 km (300 mi) a noroeste da Ilha Christmas. Localizado sobre as águas quentes do Oceano Índico tropical na costa de Java, o sistema foi projetado para seguir para sudeste nos dias seguintes e foi avaliado como tendo uma chance moderada de se transformar em um ciclone tropical. A baixa tropical seguiu em uma direção geralmente sul-sudoeste ao longo dos dias seguintes, mas permaneceu abaixo da intensidade do ciclone tropical, devido às condições atmosféricas que não conduziam à ciclogênese. O sistema se dissipou posteriormente em 18 de novembro.
Em 9 de dezembro, o Bureau de Meteorologia anunciou o desenvolvimento de uma baixa tropical fraca a partir de um sistema de baixa pressão movendo-se para oeste através do mar de Coral do meio-leste, localizado aproximadamente 1100 km (62 mi) leste-nordeste de Townsville.
Em 27 de dezembro, o Bureau de Meteorologia indicou que uma fraca baixa tropical se desenvolveu sobre o Mar de Timor, aproximadamente 490 km (300 mi) a noroeste de Darwin. De acordo com as previsões oficiais, a baixa tropical não se intensificou e se dissipou em 28 de dezembro.
Em 30 de dezembro, uma fraca baixa tropical se desenvolveu sobre o Oceano Índico, ao sul da principal ilha indonésia de Java. As condições atmosféricas eram desfavoráveis para um desenvolvimento significativo do sistema, entretanto, e como tal, a baixa tropical não se intensificou. O sistema vagou ao sul da Indonésia antes de se dissipar em 2 de janeiro.
Em 14 de fevereiro, os remanescentes pós-tropicais do ciclone Gelena do sudoeste do Oceano Índico entraram na bacia da região australiana, antes de se dissiparem em 15 de fevereiro.

## Nomes de tempestade

### Bureau of Meteorology
O Australian Bureau of Meteorology monitora todos os ciclones tropicais na região e atribui nomes aos ciclones tropicais que se formam fora das áreas de responsabilidade do TCWC Jakarta e TCWC Port Moresby. Os nomes para a temporada 2018-19 estão listados abaixo:
- Owen
- Penny
- Riley
- Savannah
- Trevor
- Veronica
- Wallace
- Ann

Em 2020, O Bureau of Meteorology anunciou que os nomes "Trevor", "Veronica" e "Ann" seriam aposentados devido aos danos e notoriedade associados com os sistemas. Eles foram substituídos por Trung, Verity e Amber, respectivamente.

### TCWC Jakarta
O centro de alerta de ciclones tropicais em Jacarta monitora os ciclones tropicais do Equador até 11°S e entre as longitudes 90°E e 145°E. Se uma depressão tropical atingir a força de um ciclone tropical dentro da área de responsabilidade do TCWC Jacarta, ela receberá o próximo nome da lista a seguir:
- Kenanga
- Lili

### TCWC Port Moresby
Os ciclones tropicais que se desenvolvem entre o Equador e 11°S, entre 151°E e 160°E, são nomeados pelo centro de alerta de ciclones tropicais em Port Moresby, Papua Nova Guiné. A formação de ciclones tropicais nesta área é rara e nenhum ciclone foi nomeado desde 2007.

### Outras
Se um ciclone tropical entrar na região australiana vindo da bacia do Pacífico Sul (leste de 160°E), ele manterá o nome atribuído a ele pelo Serviço Meteorológico de Fiji (FMS) ou MetService. Da mesma forma, se um ciclone tropical entrar na região australiana vindo da região de ciclones do sudoeste do Oceano Índico (oeste de 90°E), ele manterá o nome atribuído a ele em nome da Météo-France La Réunion pelo Ciclone Tropical Sub-Regional Centros de assessoria em Maurícia ou Madagáscar. Nesta temporada, os seguintes sistemas foram nomeados desta maneira:

## Efeitos sazonais
| Nome                | Datas ativo                               | Classificação máxima | Velocidade de vento sustentados | Pressão             | Áreas afetadas                                                                                      | Danos (USD)    | Fatalidades | Refs           |
| ------------------- | ----------------------------------------- | -------------------- | ------------------------------- | ------------------- | --------------------------------------------------------------------------------------------------- | -------------- | ----------- | -------------- |
| Liua                | 26-set. – 29-set.                         | Baixa tropical       | 30 km/h                         | 30 Hpa              | Papua-Nova Guiné, Ilhas Salomão                                                                     | Nenhum         | 0           |                |
| Bouchra             | 9-nov. – 16-nov.                          | Baixa tropical       | 30 km/h                         | 30 Hpa              | | Nenhum         | 0           |                |
| TL                  | 14-nov. – 18-nov.                         | Baixa tropical       | N/A                             | 1004 hPa            | Java, Ilha Christmas                                                                                | Nenhum         | 0           |                |
| Owen                | 29-nov. – 17-dez.                         | Ciclone categoria 3  | 80 km/h                         | 80 HPa              | Ilhas Salomão, Papua-Nova Guiné, Queensland, Território do Norte                                    | 25000000       | 1           | [ 28 ] [ 152 ] |
| TL                  | 9-dez. – 12-dez.                          | Baixa tropical       | N/A                             | 1005 hPa            | Ilhas Salomão, Queensland                                                                           | Nenhum         | 0           |                |
| Kenanga             | 14-dez. – 16-dez.                         | Ciclone categoria 1  | 40 km/h                         | 40 HPa              | | Nenhum         | 0           |                |
| Penny               | 26-dez. – 9-jan.                          | Ciclone categoria 2  | 50 km/h                         | 50 HPa              | Papua-Nova Guiné, Queensland                                                                        | Menor          | 0           |                |
| TL                  | 27-dez. – 28-dez.                         | Baixa tropical       | N/A                             | 1001 hPa            | Timor, Território do Norte                                                                          | Nenhum         | 0           |                |
| Mona                | 28-dez. – 31-dez.                         | Baixa tropical       | N/A                             | 1002 hPa            | Ilhas Salomão                                                                                       | Nenhum         | 0           |                |
| TL                  | 30-dez. – 2-jan.                          | Baixa tropical       | N/A                             | 1005 hPa            | | Nenhum         | 0           |                |
| 11U                 | 15-jan. – 29-jan.                         | Baixa tropical       | N/A                             | 1004 hPa            | | Nenhum         | 0           |                |
| Riley               | 19-jan. – 30-jan.                         | Ciclone categoria 3  | 65 km/h                         | 65 HPa              | Austrália Ocidental                                                                                 | Nenhum         | 0           |                |
| 13U                 | 21-jan. – 25-jan.                         | Baixa tropical       | 30 km/h                         | 30 Hpa              | Queensland                                                                                          | Nenhum         | 0           |                |
| Oma                 | 7-fev. – 22-fev.                          | Ciclone categoria 2  | 55 km/h                         | 55 HPa              | Ilhas Salomão, Queensland, Nova Gales do Sul                                                        | 500000         | 1           |                |
| 15U                 | 6-mar. – 11-mar.                          | Baixa tropical       | N/A                             | 1007 hPa            | Ilhas Maluku, Timor-Leste                                                                           | Nenhum         | 0           |                |
| Savannah            | 8-mar. – 17-mar.                          | Ciclone categoria 4  | 95 km/h                         | 95 HPa              | Java, Ilha Christmas, Ilhas Coco                                                                    | >7500000       | 12          | [ 45 ] [ 46 ]  |
| 18U                 | 13-mar. – 14-mar.                         | Baixa tropical       | N/A                             | 1006 hPa            | | Nenhum         | 0           |                |
| Trevor              | 15-mar. – 26-mar.                         | Ciclone categoria 4  | 95 km/h                         | 95 HPa              | Papua-Nova Guiné, Queensland, Território do Norte                                                   | 700000         | 0           |                |
| Veronica            | 18-mar. – 31-mar.                         | Ciclone categoria 5  | 115 km/h                        | 115 HPa             | Timor, Austrália Ocidental                                                                          | 1200000000     | 0           | [ 64 ]         |
| Wallace             | 1-abr. – 16-abr.                          | Ciclone categoria 3  | 65 km/h                         | 65 HPa              | Eastern Indonesia, Território do Norte, East Timor, Austrália Ocidental, Cocos Islands              | Nenhum         | 0           |                |
| 22U                 | 5-abr. – 15-abr.                          | Baixa tropical       | 35 km/h                         | 35 Hpa              | Nova Guiné, Queensland, Território do Norte, Austrália Ocidental                                    | Nenhum         | 0           |                |
| TL                  | 21-abr. – 26-abr.                         | Baixa tropical       | 30 km/h                         | 30 Hpa              | Sumatra, Ilhas Coco                                                                                 | Nenhum         | 0           |                |
| Lili                | 4-maio – 11-maio                          | Ciclone categoria 1  | 40 km/h                         | 40 HPa              | Eastern Indonesia, East Timor, Top End, Norte Kimberley                                             | Moderate       | 0           |                |
| Ann                 | 9-maio – 18-maio                          | Ciclone categoria 2  | 50 km/h                         | 50 HPa              | Ilhas Salomão, Nova Caledónia, Papua-Nova Guiné, Queensland, Top End, Eastern Indonesia, East Timor | Nenhum         | 0           |                |
| Totais da temporada |                                           |                      |                                 |                     | |                |             |                |
| 25 sistemas         | 26 setembro de 2018 – 18 de abril de 2019 |                      | 115 km/h (70 mph)               | 928 hPa (27.4 inHg) | | $1 234 000 000 | 14          |                |